# Turnera sancta
Turnera sancta är en passionsblomsväxtart som beskrevs av Arbo. Turnera sancta ingår i släktet Turnera och familjen passionsblomsväxter. Inga underarter finns listade i Catalogue of Life.